# Sally Barsosio
Sally Barsosio, née le 21 mars 1978 dans la région de Keiyo District (Kenya), est une athlète kényane spécialiste des courses de fond sur piste et sur route qui s'est illustrée en remportant un titre de champion du monde.

## Carrière sportive
Elle est la sœur de Florence Barsosio, et la nièce de Paul Koech, deux autres spécialiste kenyans des courses de fond.
En 1993, Sally Barsosio termine troisième de la finale du 10 000 m des Championnats du monde de Stuttgart et devient, à l'âge de 15 ans et 182 jours, la plus jeune athlète médaillée lors des Championnats du monde. Disqualifiée dans un premier temps par les officiels pour avoir gêné ses principales concurrentes, notamment la Sud-Africaine Elana Meyer, Barsosio est finalement reclassée par le jury d'appel.
En 1997, elle devient la première athlète féminine kényane à remporter un titre mondial senior en s'imposant sur 10 000 m lors des Championnats du monde d'Athènes, devant la Portugaise Fernanda Ribeiro et la Japonaise Masako Chiba. Elle établit à cette occasion un nouveau record du monde junior de la distance en 31 min 32 s 92.

## Palmarès

### Championnats du monde
- Championnats du monde d'athlétisme 1993 à Stuttgart :
  -  Médaille de bronze du 10 000 m.
- Championnats du monde d'athlétisme 1997 à Athènes :
  -  Médaille d'or du 10 000 m.

## Records
- 1 500 m : 4 min 13 s 11 (2000)
- 3 000 m : 8 min 35 s 89 (1997)
- 5 000 m : 14 min 46 s 71 (1997)
- 10 000 m : 31 min 15 s 38 (1993)
- Semi-marathon : 1 h 12 min 05 (2005)